# Primeira Divisão de 1977–78
A Primeira Divisão de 1977-78 foi a 44.ª edição do Campeonato Português de Futebol.
Este temporada, representou 16 clubes no campeonato.
O 'jogo do século' ocorreu no Estádio das Antas à 28ª Jornada (e antepenúltima) no embate que pôs frente-a-frente o líder do campeonato (F.C. Porto) e o campeão em título (S.L. Benfica). Perante a maior assistência de sempre daquele estádio e numa muito contestada arbitragem de Manuel Vicente, assistiu-se a uma partida demolidora, com emoção a rodos, aqui e ali salpicada por lances de bom futebol. E cedo um puro golpe de infelicidade percorreu a equipa da casa: logo aos 3 min. Carlos Simões marcou um golo na própria baliza, após um cruzamento de Bastos Lopes. E foi só a 7 minutos do final que Ademir Vieira fez o 1-1 nas Antas, num forte remate de fora da grande-área, naquele que é considerado um dos mais emocionantes golos da história dos portistas, apesar da excelente e histórica exibição do guarda-redes do Benfica, António Fidalgo. E o empate subsistiu até ao fim, deixando esta equipa mais perto da almejada vitória no Campeonato Nacional. As equipas: F.C. Porto: Fonseca; Gabriel, Simões, Freitas (Vital) e Murça; Octávio, Rodolfo, Ademir Vieira e Oliveira; Duda e Gomes. S.L. Benfica: Fidalgo; Bastos Lopes, Humberto Coelho, Eurico e Alberto; Pietra, José Luís (Pereirinha), Toni e Shéu; Nené e Chalana.
O S.L. Benfica terminou o campeonato sem derrotas e com igualdade pontual do FC Porto, vencedor do campeonato. Foi o sexto título do clube da sua história.

## Classificações
| Pos | Equipa            | J  | V  | E  | D  | GM | GS | Diff | Pts |
| --- | ----------------- | -- | -- | -- | -- | -- | -- | ---- | --- |
| 1   | FC Porto          | 30 | 22 | 7  | 1  | 81 | 21 | +60  | 51  |
| 2   | Benfica           | 30 | 21 | 9  | 0  | 56 | 11 | +45  | 51  |
| 3   | Sporting          | 30 | 19 | 4  | 7  | 63 | 30 | +33  | 42  |
| 4   | Sporting Braga    | 30 | 16 | 6  | 8  | 42 | 27 | +15  | 38  |
| 5   | Belenenses        | 30 | 14 | 8  | 8  | 25 | 21 | +4   | 36  |
| 6   | Vitória Guimarães | 30 | 12 | 7  | 11 | 33 | 28 | +5   | 31  |
| 7   | Boavista          | 30 | 10 | 8  | 12 | 36 | 38 | -2   | 28  |
| 8   | Académica         | 30 | 11 | 4  | 15 | 41 | 49 | -8   | 26  |
| 9   | Vitória Setúbal   | 30 | 8  | 10 | 12 | 29 | 40 | -11  | 26  |
| 10  | Varzim            | 30 | 9  | 7  | 14 | 26 | 38 | -12  | 25  |
| 11  | Estoril           | 30 | 8  | 9  | 13 | 25 | 36 | -11  | 25  |
| 12  | Marítimo          | 30 | 8  | 7  | 15 | 22 | 45 | -23  | 23  |
| 13  | Portimonense      | 30 | 8  | 7  | 15 | 29 | 39 | -10  | 23  |
| 14  | Sporting Espinho  | 30 | 8  | 6  | 16 | 30 | 52 | -22  | 22  |
| 15  | Riopele           | 30 | 6  | 9  | 15 | 23 | 51 | -28  | 21  |
| 16  | Feirense          | 30 | 5  | 2  | 23 | 24 | 59 | -35  | 12  |

## Campeão
| Campeonato de Portugal de primeira divisão 1977/1978 |
| ---------------------------------------------------- |
| FC Porto 6° Título                                   |